# شاریا
شهر شاریا (به روسی: Шарья) در کشور روسیه و در اوبلاست کوستروما واقع شده‌است.
شاریا اسم مذکر و به معنای پادشاه آریایی می باشد